# قروتی

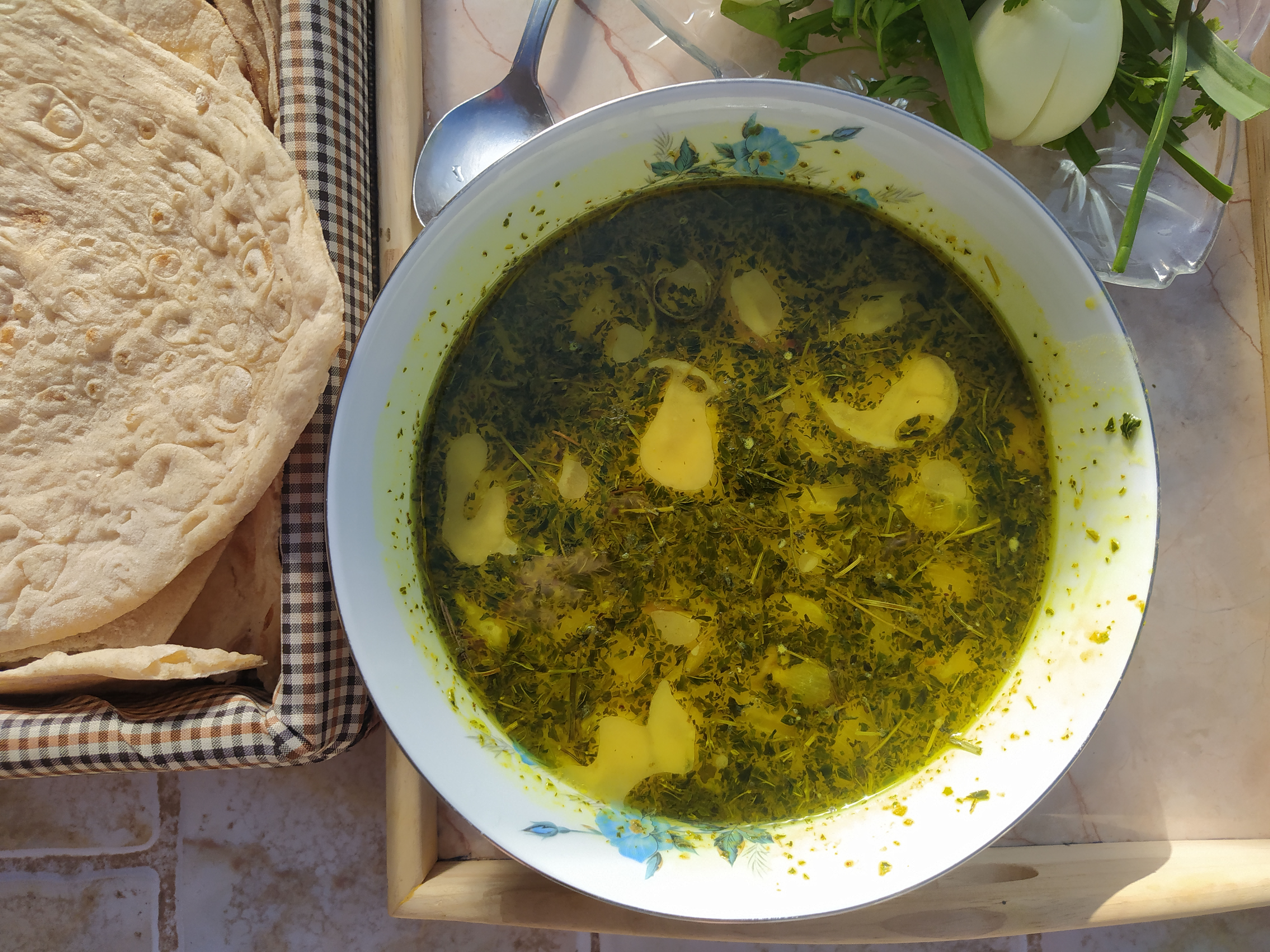
کاسه‌ای از اشکنه قروتی

قروتی یا اشکنه کشک از غذاهای خراسان و استان‌های دیگری از ایران است که با قروت تهیه می‌شود. قروت در دو نوع چدنی و نمکی تهیه می‌شود که در فهرست میراث فرهنگی ناملموس ایران، ثبت ملی شده است.

## قروتی به شیوه‌ی فردوسی
در فردوس قروتی یا کشک از غذاهای ساده ولی پرطرفدار است. قدیمی‌های این شهر برای این خوراکی محبوب، مثلی می‌زدند: قروتی مزه‌ای دارد، پلو آوازه‌ای دارد.
برای درست کردن قروتی پیاز را در روغن سرخ می‌کنند. می‌توان روغن زرد گاوی یا روغن گیاهی به کار برد. و یک قاشق غذاخوری پونه که در گویش محلی به آن «پُدونَه» هم می‌گویند(نعناع خشک شده آسیاب شده) به پیازداغ می‌افزایند. سپس کشک رقیق شده یا عصاره قروت محلی را به مواد اضافه و هم می‌زنند. وقتی کناره‌های قابلمه شروع به جوشیدن کرد، شعله را خاموش می‌کنند و با کنجد یا پسته یا شاهدانه کوبیده شده شده سرو می‌شود. این غذای محلی را می‌توان مانند آبگوشت با نان خشک یا نان محلی سرو کرد